# Žirovnice (zámek)
Zámek Žirovnice, původně raně gotický hrad, se rozkládá i s městem Žirovnice na skalním ostrohu mezi říčkou Žirovničkou a Počáteckým potokem v okrese Pelhřimov v kraji Vysočina. Je chráněn jako kulturní památka.

## Historie

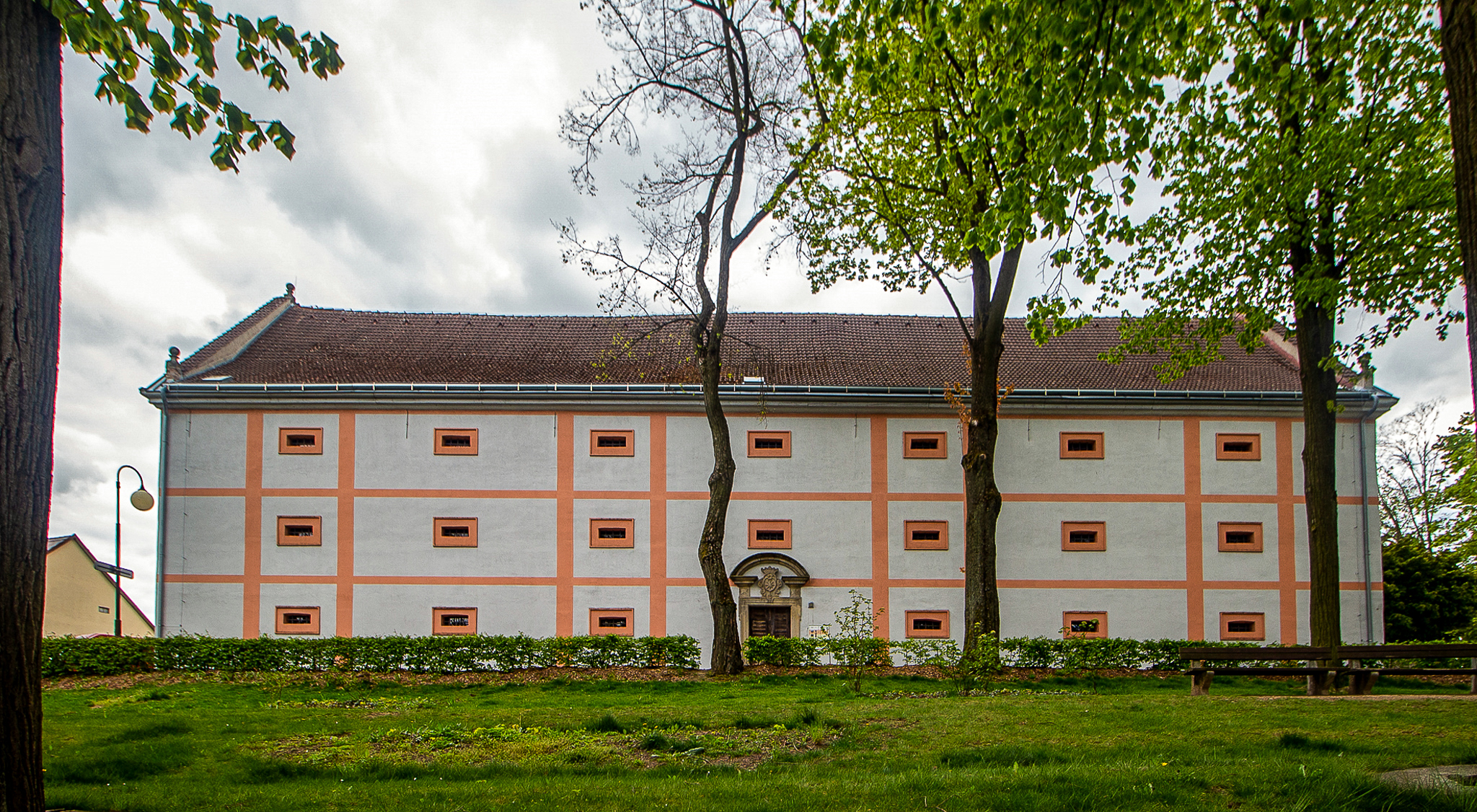
Zámecký špýchar

Hrad byl založen někdy kolem druhé poloviny 13. století, pravděpodobně pány z Hradce, v roce 1343 držel Žirovnici (též Kardašovu Řečici a ves Strannou) Oldřich III. z Hradce, po něm přešel hrad s městečkem na jeho syna Oldřicha IV. z Hradce. Někdy před rokem 1371 získali hrad páni z Ústí.
V roce 1393 hrad koupil Jan Kamarét z Lukavce, který začal užívat predikát ze Žirovnice. Potomkem Jana Kamaréta byl Diviš Kamarét. Vdova po něm Ofka z Vojslavic hrad a panství prodala, jménem svých nezletilých synů Prokopa, Jana a Zbyňka, Václavu Vencelíku z Vrchovišť. Za jeho držení proběhly nejrozsáhlejší stavební úpravy. Mimo jiného nechal hrad vyzdobit rozsáhlými freskami, jejichž velká část se dochovala do současnosti. Dalším majitelem se stal roku 1544 Albrecht z Gutštejna, který v úpravách hradu pokračoval. 
V roce 1564 koupil žirovnické panství Jáchym z Hradce. K panství patřily vsi Zdešov, Jakubín, Cholunná, Krumvald, Stranná, Vlčetín, Žďárek a tvrz Štítné a později i Počátky. Na zámku se nacházela kuchyně, pivnice, obročnice, hospodářské prostory, kancelář a místnosti pro ubytování stálých zaměstnanců. Vedle toho se zde mohl ubytovat také pán se svým dvorem a rodinou. Správu panství převzala Jáchymova manželka Anna z Rožmberka, která někdy na Žirovnici i bydlela. Za posledních pánů z Hradce prošel zámek renesančními úpravami. Po smrti Jáchyma Oldřicha přešlo dědictví na jeho sestru Lucii Otýlii, manželku Viléma Slavaty z Chlumu a Košumberka.
Po bitvě u Jankova obsadil Žirovnici švédský generál Lennart Torstenson. Při dobývání císařským vojskem roku 1646 byl hrad silně poničen. V roce 1693 žirovnické panství zdědili Šternberkové, kteří provedli první barokní rekonstrukce. Další generace Šternberků již na zámku nežily, nacházely se v něm kanceláře správy panství a nájemní byty. Zámek byl v roce 1910 prodán městu. Tehdy se již nenacházel v dobrém stavu.
V roce 1964 zámek vyhořel a jeho obnova byla zahájena v roce 1974. Rozsáhlé rekonstrukce pro účely muzea probíhaly až do 90. let 20. století. Návštěvníci zámku mohou vidět soubor nástěnných gotických maleb a expozici „Květiny na šlechtickém sídle“. Dále mohou navštívit výstavu vesnických tradic a řemesel v zámeckém špýcharu nebo expozici žirovnického knoflíkářství a perleťářství, pivovarnictví a šicích strojů v zámeckém pivovaru.

## Nástěnné malby
Na zámku se dochovaly nástěnné malby z 15. století, zpracované formou al secco. Jejich autorství je přisuzováno mistru nástěnné žirovnické malby, který měl podobné fresky vytvořit i na hradě Švihově či na zámku v Jindřichově Hradci. Jejich postupné odkrývání započalo již kolem roku 1900. Nejlépe dochované malby se nachází v kapli (náboženské motivy) a v tzv. Zelené světnici (mytologické náměty, bajky), fragmenty fresek s novozákonními příběhy z Kristova života se dochovaly též v Rytířském sále.